# Sécrétine

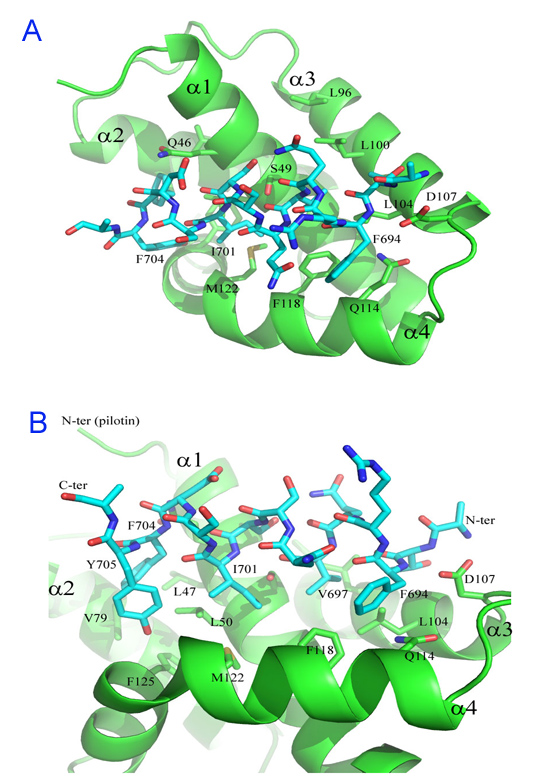
Modèle du peptide sécrétant lié au pilote dans, D107 agit comme un chapeau hélicoïdal N-terminal (A). Gros plan montrant la nature hydrophobe des chaînes latérales complémentaires impliquées dans la formation du complexe (B).

La sécrétine est une hormone intestinale (duodénum). C'est un médiateur entraînant la sécrétion par le pancréas de HCO3− en réponse à l'acidité dans la lumière duodénale et qui va neutraliser l'acidité gastrique et abaisse la glycémie.
Elle est produite par les cellules S, c'est-à-dire les cellules neuro-endocrines de la muqueuse duodénale. 
Elle inhibe la vidange gastrique, contrairement au chyme, produit dans l'antre de l'estomac. Elle inhibe également la sécrétion de chlore des cellules canalaires pancréatiques. Sa sécrétion est activée par l'acidité, ce qui entraine un relargage de bicarbonates (HCO3-). Le bicarbonate est donc un effecteur négatif de la sécrétion de la sécrétine (rétrocontrôle négatif). La sécrétine va stimuler le nerf vague (X), qui va, lui, stimuler les cellules canalaires pancréatiques pour déverser dans le duodénum le bicarbonate. C'est ici qu'agit le rétrocontrôle.
Cette hormone a été mise en évidence par William Bayliss et Ernest Starling  au début du XXe siècle (1902).
La sécrétine est une hormone antagoniste fonctionnel de la gastrine. Une réaction paradoxale consistant en l'élévation de la gastrinémie lors de l'injection de sécrétine constitue un test diagnostic du gastrinome. 
Cette hormone a été proposée aux États-Unis à la fin du siècle dernier pour le traitement de l'autisme, avant que des études contrôlées en double aveugle infirment les premières impressions favorables,.